# Eleutherodactylus corona
Eleutherodactylus corona är en groddjursart som beskrevs av Hedges och Thomas 1992. Eleutherodactylus corona ingår i släktet Eleutherodactylus och familjen Eleutherodactylidae. IUCN kategoriserar arten globalt som akut hotad. Inga underarter finns listade i Catalogue of Life.